# 손수레

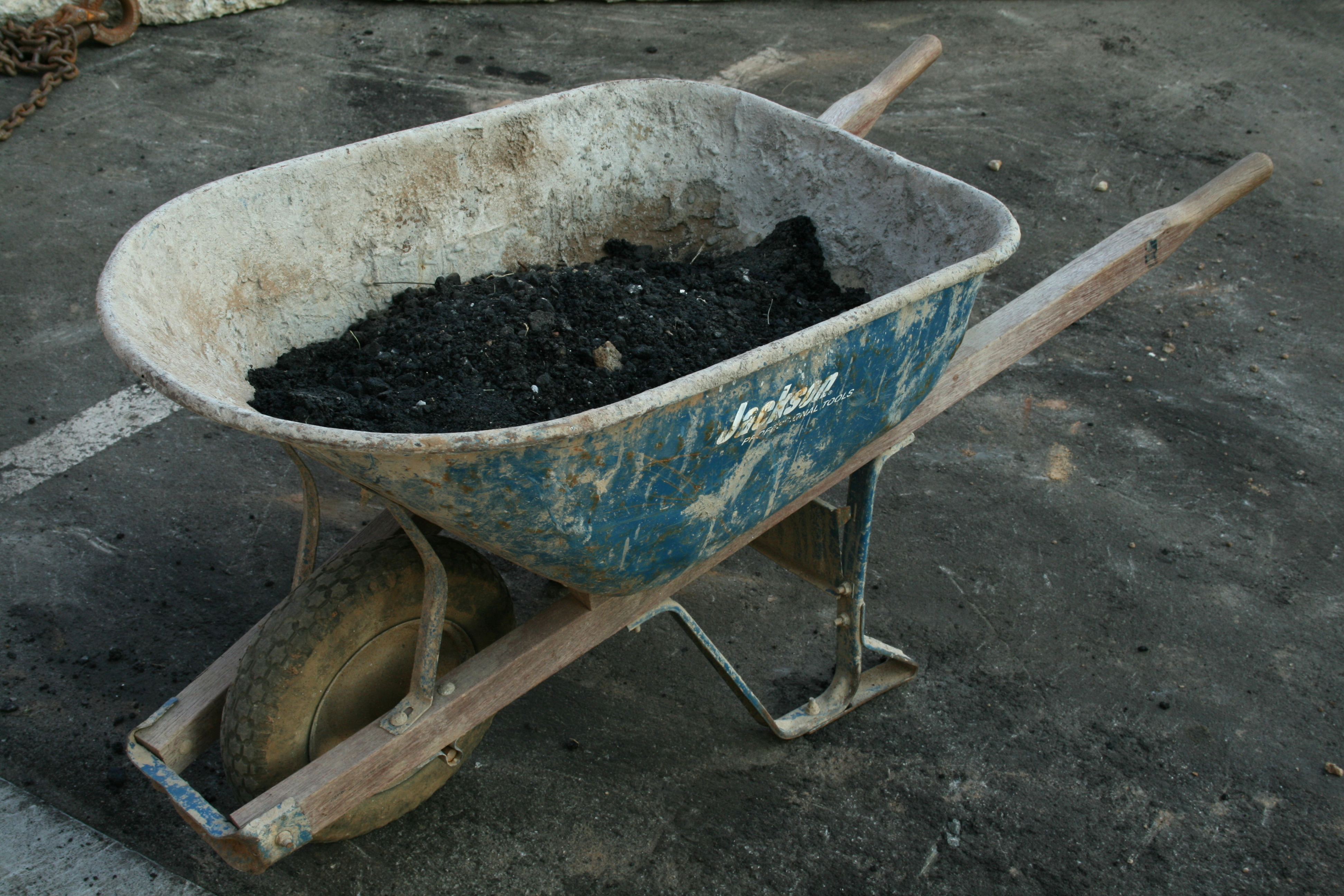
손수레

손수레(영어: wheelbarrow)는 사람이 끌도록 되어 있는, 작은 수레이다. 자전거 같은 작은 탈것 뒤에 달기도 한다.
대한민국에는 1970년대에 등장하여 적은 양의 물건을 가까운 거리로 운반할 때 많이 쓰인다.

## 역사
바퀴 하나의 손수레를 기준으로 고고학적 증거와 더불어 최초의 손수레는 2세기 경 한나라의 왕조의 무덤에서 발견되었다.

## 종류

### 일륜차 (一輪車,영어:single wheelbarrow)
바퀴가 하나인 수레로 적은 양의 짐을 나를 때 사용한다. "외바퀴차"라고도 한다. 바퀴 위에 통이나 상자가 설치되어 있고, 손잡이 두 개가 차체 아래로 뻗어 있거나 바퀴 축에 연결되어 있다.

### 이륜차 (二輪車,영어:double wheelbarrow)

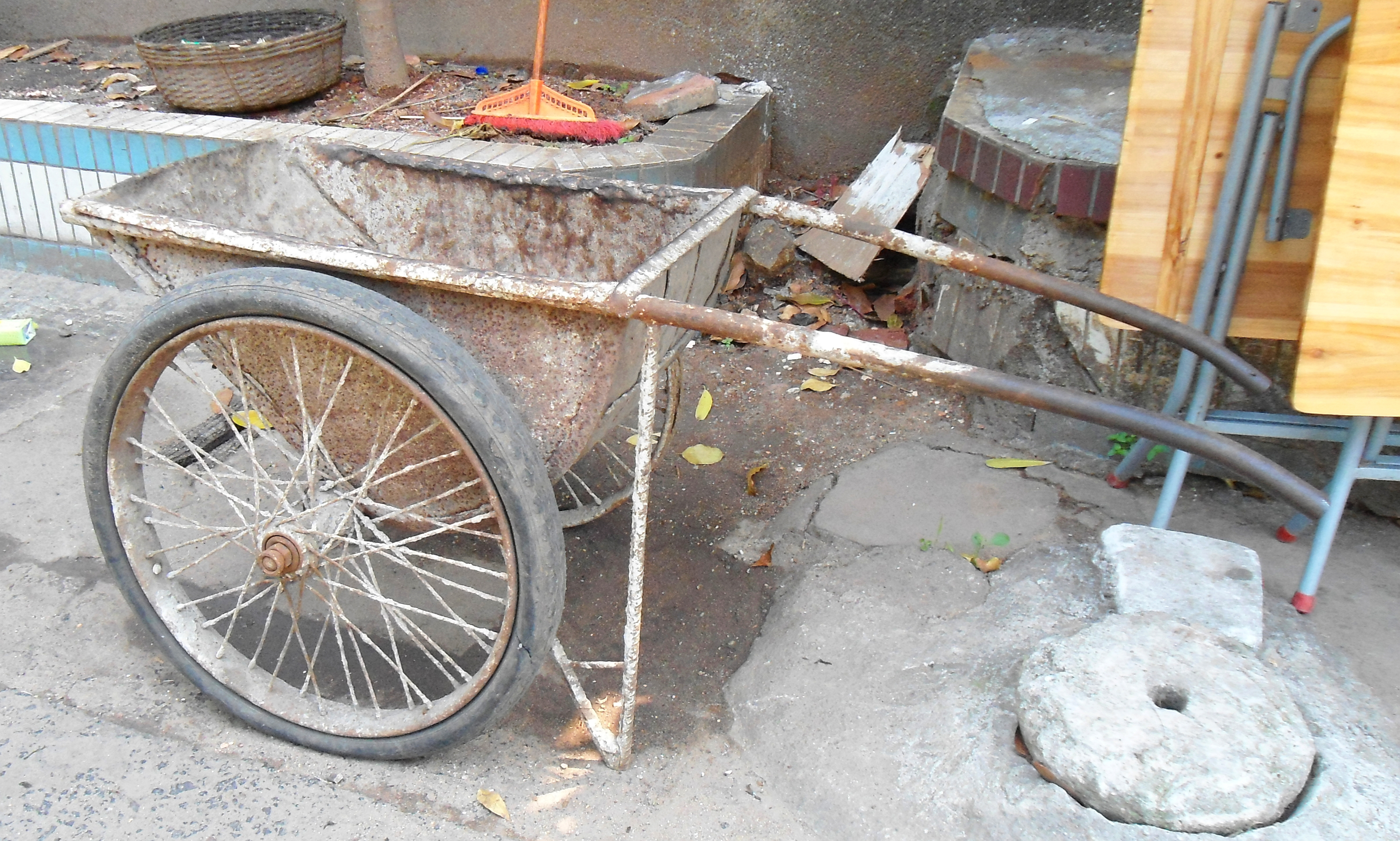
중국의 이륜차

바퀴가 두 개인 수레를 가리키며, 리어카라고 부르기도 한다.

## 같이 보기
- 리어카
- 달구지
- 마차
- 수레

## 참고 문헌
- Needham, Joseph (1965). Science and Civilisation in China: Volume 4, Physics and Physical Technology, Part 2, Mechanical Engineering; rpr. Taipei: Caves Books Ltd.